# 猿と人間
『猿と人間』（さるとにんげん）は、増田俊也の長編小説。

## 概要
増田俊也が『このミステリーがすごい!』大賞優秀賞を受賞したデビュー作『シャトゥーン ヒグマの森』（宝島社）以来、久々に出した動物小説。動物の恐怖を人間の目から描いた、いわゆるアニマルパニック小説である。

## ストーリー
主人公の加藤英輔は高校1年生。父母は離婚して現在は母と暮らしている。今回は父と久しぶりに会って初めて鴨猟に連れてきてもらった。そこは老人1人だけが住む限界集落だった。集落全体に獣たちが潜んでいることを主人公は鋭敏に感じて父に訴える。しかしそれを父は信じず、笑い飛ばす。
テントで1泊した翌日、鴨猟は順調に進むが、夜になってから大量の日本猿に襲われる。主人公は別のテントでキャンプを張っていた東京農業大学の動物研究者たちと必死に逃げるが、850頭の日本猿は逃げても逃げても追ってくる。やがて雪が降り始め、凍った川を渡り、主人公たちはピンチに陥る。

## 主な登場人物
加藤英輔
物語の主人公。離婚して別々に暮らしている父に連れられて鴨猟に来るが、今回で面会を最後にするつもりだった。中学サッカー部と高校サッカー部でエースストライカー。しかし人間関係が嫌になり退部している。
加藤誠一郎
主人公の父。元々はJ2のサッカー選手だった。そのあとサラリーマンをしていたが、現在はジビエレストランを経営している。
霜田良枝
集落にたった1人残った83歳の老女。数日後に都会に住む娘が迎えにきて、この村が消滅することを気に病んでいる。
青野玲子
東京農業大学の研究グループの一員。大学3年生で21歳。ドレッドヘアにしている。